# S:t Marie församling
S:t Marie församling (finska: Maarian seurakunta) är en evangelisk-luthersk församling i Åbo i Finland. Församlingen hör till Åbo och S:t Karins kyrkliga samfällighet, Åbo ärkestift och Åbo domprosteri. Kyrkoherde i församlingen är Katri Rinne. I slutet av 2021 hade S:t Marie församling cirka 25 960 medlemmar. Församlingens verksamhet sker huvudsakligen på finska.

## Historia
S:t Marie församling hör till Finlands äldsta församlingar. Först var församlingen annex till biskopen och från och med slutet av 1600-talet till 1844 var socken Åbo akademis prebendesocken. S:t Marie kyrka är församlingens huvudkyrka. Kyrkan byggdes i flera etapper under medeltiden.